# Liberty (Oklahoma)
Liberty es un pueblo ubicado en los condados de Okmulgee y Tulsa en el estado estadounidense de Oklahoma. En el año 2010 tenía una población de 	348 habitantes y una densidad poblacional de 22,17 personas por km².

## Geografía
Liberty se encuentra ubicado en las coordenadas 35°51′26″N 95°58′9″O / 35.85722, -95.96917 (35.857244, -95.969284). Según la Oficina del Censo de los Estados Unidos, Liberty tiene una superficie total de 6,081 mi² (15,7 km²), de la cual 6,081 mi² (15,7 km²) corresponden a tierra firme y 0 mi² (0 km²) es agua.

## Demografía
Según la Oficina del Censo en 2000 los ingresos medios por hogar en la localidad eran de $25,833 y los ingresos medios por familia eran $35,625. Los hombres tenían unos ingresos medios de $30,781 frente a los $26,875 para las mujeres. La renta per cápita para la localidad era de $12,421. Alrededor del 6.5% de la población estaban por debajo del umbral de pobreza.